# ヴェッテラウ郡
ヴェッテラウ郡 (ドイツ語: Wetteraukreis) は、ドイツ連邦共和国ヘッセン州ダルムシュタット行政管区に属す郡である。この郡は1972年に成立した。郡庁所在地はフリートベルク (ヘッセン)である。

## 地理

### 位置
ヴェッテラウ郡の名前の由来は、フランクフルト・アム・マインの北に位置するヘッセン州で最も収穫量の高い土地の一つであるヴェッテラウという地形の名称にある。この地形の名称はさらにヴェッター川に由来する (Wetterau = Wetter + Aue、ヴェッター川の草地を意味する）。郡域の西部にはタウヌス山地の支脈である東ヒンタータウヌスがそびえる。ここには数多くの鉱泉源や温泉源（バート・ナウハイム、バート・フィルベル、ロスバッハ・フォア・デア・ヘーエ）が存在する。郡域の東部では、ロンネブルク丘陵がフォーゲルスベルク山地やシュペッサルト山地の支脈に至る。

### 隣接する郡
ヴェッテラウ郡は、北から時計回りに、ギーセン郡、フォーゲルスベルク郡、マイン＝キンツィヒ郡、郡独立市のフランクフルト・アム・マイン、ホーホタウヌス郡、ラーン＝ディル郡と境を接している。

## 歴史
郡域は、歴史の経過に従い、数多くの所領に分割されていた。その中でも重要なのが、ヘッセン方伯（後に2つの領邦に分割）、ゾルムス伯、イーゼンブルク伯、マインツ大司教、自由帝国都市フリートベルクである。遅くとも19世紀以降、現在の郡域はヘッセン大公国領となり、オーバーヘッセン州内にフリートベルク郡とビューディング郡が形成された。
ヘッセン州の地域再編に伴い、両郡は1972年8月1日に発効した法律に従って、「ヴェッテラウ郡」として合併した。郡の行政機能の所在地、すなわち郡庁所在地は、フリートベルク (ヘッセン) と定められた。

## 行政

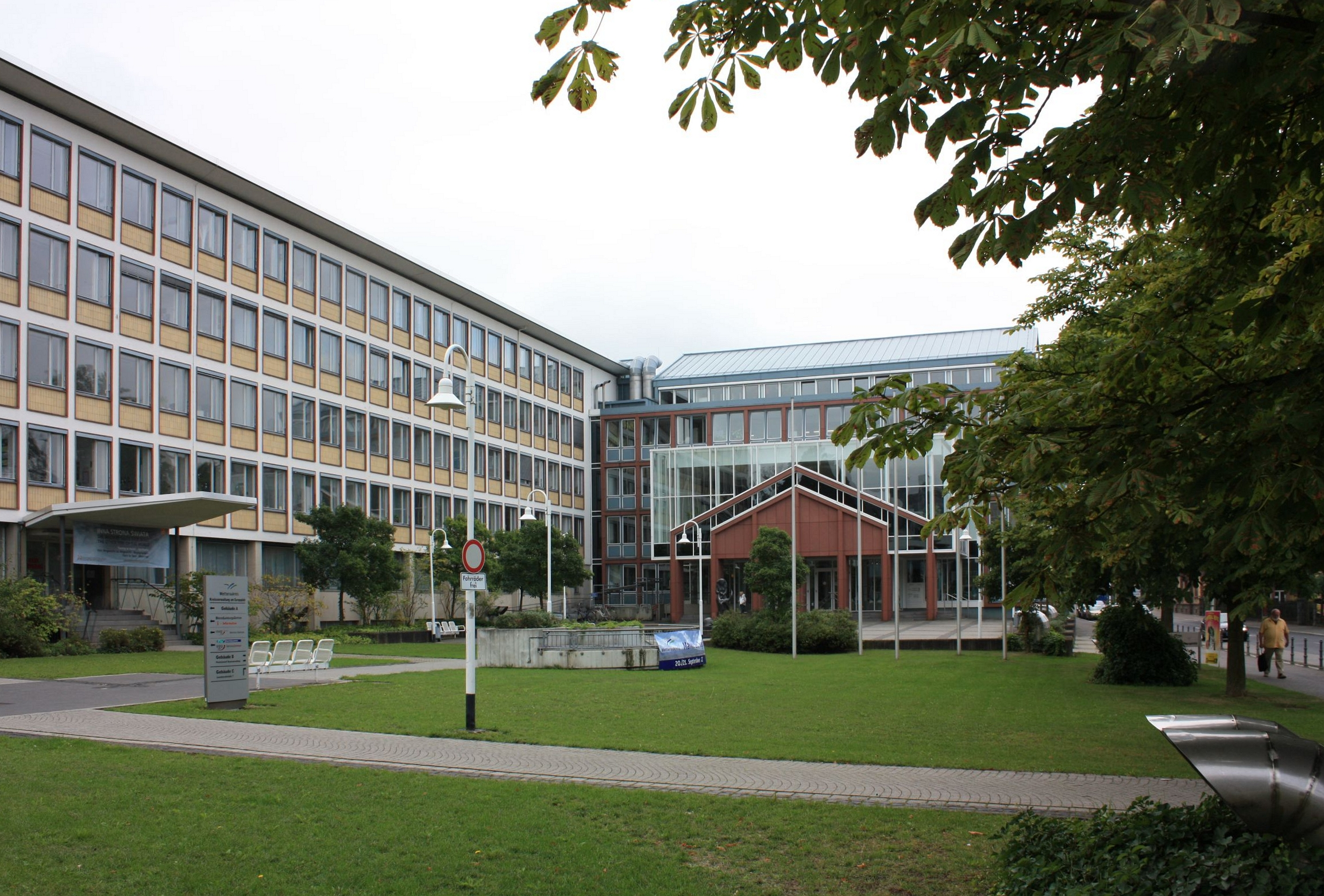
ヴェッテラウ郡の行政庁舎

### 郡議会
2021年3月14日の郡議会選挙の選挙の結果は以下の通りである。
| 政党                                                               | 得票率 | 議席数 |
| ------------------------------------------------------------------ | ------ | ------ |
| CDU                                                                | 32.8   | 27     |
| SPD                                                                | 20.7   | 17     |
| Grüne                                                              | 19.0   | 15     |
| Freie Wählergemeinschaft / Unabhängige Wählergemeinschaft Wetterau | 8.5    | 7      |
| AfD                                                                | 6.9    | 6      |
| FDP                                                                | 6.5    | 5      |
| Linke                                                              | 4.6    | 3      |
| NPD                                                                | 0.9    | 1      |
| Piraten                                                            | 0.6    | 0      |
| PARTEI                                                             | 0.4    | 0      |
| 計                                                                 | 100.0  | 81     |
| 投票率 (%)                                                         | 53.5   | 53.5   |

### 郡長
2018年3月18日の郡長選挙決選投票でヤン・ヴェックラー (CDU) は 57.0 % の票を獲得した。この選挙の投票率は 23.1 % であった。

### 紋章
図柄: 青い波帯で上下二分割。上部は金地で、波線から現れる赤い嘴で武装した黒い双頭の鷲。下部は銀地に2本の赤い横帯。
解説: 帝国の鷲は、中世まで存在していた帝国州ヴェッテラウあるいはかつての自由帝国都市フリートベルクを表している。赤い横帯は、郡域東部をかつて治めていたイーゼンブルク＝ビューディンゲン伯を、青い波帯はヴェッター川を象徴している。この紋章は1975年7月2日に認可された。

## 経済と社会資本

### 交通
タウヌス山地とフォーゲルスベルク山地との間の肥沃な土地は、北から南への重要な通り道であった。カッセルとフランクフルト・アム・マインとを結ぶ最初の鉄道であるマイン＝ヴェーザー鉄道もこの街道沿いに通された。この鉄道は1850年にフランクフルト・アム・マインからフリートベルク (ヘッセン)を経由してブッツバッハまで開通し、1851年にはさらにラング・ゲンスまでが開通した。郡域はヘッセン選帝侯領に属したバート・ナウハイムを除き、ヘッセン＝ダルムシュタット方伯領に属していた。バート・ナウハイムは1866年にヘッセン＝ダルムシュタット方伯領に編入された。
フォーゲルスベルク山地の辺縁部に、ギーセンからニッダ - ビューディンゲンを経由してゲルンハウゼンに至る南北を結ぶもう一本の鉄道路線が 1870年に敷設された。初めはオーバーヘッセン鉄道会社によって建設されたのだが、1876年にヘッセン大公国邦有鉄道に組み込まれた。
フランクフルト地域を迂回するためにプロイセン邦有鉄道はハーナウからフリートベルクまで直接結ぶ路線を建設した。この路線は、1881年にヘルデンベルゲン＝ヴィンデッケンからの部分区間によって完成した。
ヘッセン邦有鉄道は、1888年にニッダからショッテンまでとシュトックハイム（現在はグラウブルク町内）からゲーデルンまでの2つの路線でフォーゲルスベルク山地の開発を始めた。後者の路線は1906年にグレーベンハイン＝クラインフェルトまで延長され、ラウターバッハまでの横の連絡路になった。
郡庁所在地のフリートベルクは重要な鉄道の分岐点となった。フリートベルクからフランクフルト・アム・マイン、ギーセン、ハーナウ行きの3つの路線に以下の路線が加わった。1897年にフンゲンおよびニッダ行きの支線、1901年にナウハイム - ホムブルク - ヴィースバーデンの本線がフリードリヒスドルフまで延長されたのである。フリートベルクは現在、インターシティの発着する駅となっている。
ニッダの他にシュトックハイムも分岐駅となった。シュトックハイムを起点として、1905年にヘルデンベルゲン＝ヴィンデッケンまでのニッダータール鉄道が開通した。この路線は1907年にバート・フィルベルまで延長され、ここでマイン＝ヴェーザー鉄道に接続した。
最後にレンツ & Co. GmbH の子会社である民営のブッツバッハ＝リヒ鉄道 AG がブッツバッハを起点とする以下の鉄道網を完成させた:
- 1904年: ブッツバッハ西駅 - ブッツバッハ東駅 - グリーデル - リヒ
- 1910年: グリーデル - ロッケンベルク - バート・ナウハイム
- 1910年: ブッツバッハ東駅 - オーバークレーン

郡域内を連邦アウトバーン A5号線（フランクフルト・アム・マイン - カッセル）と A45号線（ドルトムント - アシャッフェンブルク）が通っている。さらに多くの連邦道や郡道が郡内を結んでいる。たとえば連邦道 B3号線、B275号線、B455号線、B457号線、B521号線などである。
ヴェッテラウ郡では、2010年末現在、約 225,000台の原動機付き車輌が登録されている。このうち 169,000台が乗用車、8,700台がトラック、15,000台がオートバイである。
郡内の公共旅客近郊交通 (ÖPNV) は、ライン＝マイン＝交通連盟地域 (RMV) 内のオーバーヘッセン交通会社 (VGO) によって運営されている。

#### 自動車のナンバープレート
1972年8月1日、本郡で「FB」ナンバーを用いることとなった。このナンバーは、1956年7月1日からヘッセン州旧フリートベルク郡で用いられていたもので、現在も使われている。
1990年代まで旧ビューディング郡の車両には、DAからDZまで、およびLAからLZまでと 100から 999までの番号を組み合わせたナンバーが使われていた。
2013年1月2日以降は、FBに加えて、BÜD（ビューディンゲン）ナンバーも用いられている。

### メディア
重要な地方紙としては、ヴェッテラウアー・ツァイトゥング（フリートベルク / バート・ナウハイム）、バート・フィルベル周辺ではフランクフルター・ノイエ・プレッセ、郡東部ではクライス＝アンツァイガー（ニッダ）、北西部ではブッツバッヒャー・ツァイトゥングがある。フランクフルター・ルントシャウの地方版もヴェッテラウ郡で多く購読されている。

## 市町村

ヴェッテラウ郡の市町村図

| 市 1. バート・ナウハイム (Bad Nauheim 33,809) 2. バート・フィルベル (Bad Vilbel 36,021) 3. ビューディンゲン (Büdingen 22,607) 4. ブッツバッハ (Butzbach 27,528) 5. フロールシュタット (Florstadt 8,902) 6. フリートベルク (ヘッセン) (Friedberg (Hessen) 31,131) 7. ゲーデルン (Gedern 7,250) 8. カルベン (Karben 23,253) 9. ミュンツェンベルク (Münzenberg 5,892) 10. ニッダ (Nidda 17,768) 11. ニッダタール (Niddatal 10,059) 12. オルテンベルク (Ortenberg 8,872) 13. ライヒェルスハイム (ヴェッテラウ) (Reichelsheim (Wetterau) 6,997) 14. ロスバッハ・フォア・デア・ヘーエ (Rosbach v. d. Höhe 13,199) | 町村 1. アルテンシュタット (Altenstadt 12,601) 2. エヒツェル (Echzell 5,800) 3. グラウブルク (Glauburg 3,069) 4. ヒルツェンハイン (Hirzenhain 2,960) 5. ケーフェンロート (Kefenrod 2,746) 6. リーメスハイン (Limeshain 5,894) 7. オーバー＝メルレン (Ober-Mörlen 5,849) 8. ランシュタット (Ranstadt 5,319) 9. ロッケンベルク (Rockenberg 4,515) 10. ヴェルファースハイム (Wölfersheim 9,764) 11. ヴェルシュタット (Wöllstadt 6,754) |

人口は、2023年12月31日現在の数値である。

## 関連図書
- Hans Wolf: Die Wetterau – Geschichte, Gemeinden und Landschaften des Wetteraukreises. Petermann, Bad Nauheim 2002, ISBN 3-9808581-0-3.

この文献は、翻訳元であるドイツ語版の参考文献として挙げられていたものであり、日本語版作成に際し直接参照してはおりません。

## 引用
1. ↑  Hessisches Statistisches Landesamt: Bevölkerung in Hessen am 31.12.2023 (Landkreise, kreisfreie Städte und Gemeinden, Einwohnerzahlen auf Grundlage des Zensus 2011)]
2. ↑  Statistisches Bundesamt (Hrsg.): Historisches Gemeindeverzeichnis für die Bundesrepublik Deutschland. Namens-, Grenz- u. Schlüsselnummernänderungen bei Gemeinden, Kreisen u. Reg.-Bez. vom 27.5.1970 bis 31.12.1982. Kohlhammer, Stuttgart/Mainz 1983, ISBN 3-17-003263-1, p. 386.
3. ↑  Gesetz zur Neugliederung der Landkreise Büdingen und Friedberg（2015年7月3日 閲覧）
4. ↑  “Endgültiges Ergebnis Der Kreiswahl am 14. März 2021 - Wetteraukreis”. 2021年9月11日閲覧。
5. ↑  “Stichwahl Landrat Wetteraukreis 2018”.   Wetteraukreis. 2019年3月20日閲覧。
6. ↑  Die Wetterau（2015年7月3日 閲覧）